# السرب الثالث (القوة الجوية العراقية)
السرب الثالث هو أحد أسراب الأستطلاع المُسلح مكون من 8 طائرات (بالأصل هي 9 طائرات لكن واحدة سَقطت في كركوك أثناء طلعة أستطلاعية)

## نشأة السرب
في عام 2004 أرسلت الإمارات العربية 5 طائرات سيزنا كارفان 208 كهدية إلى القوة الجوية العراقية، وقَد أصبحت مَقرها في مطار المثنى العسكري
أعتباراً من يوليو 2005، تَمركز السرب الثالث في قاعدة كركوك الجوية.